# Jägala (rivier)
De Jägala (ook wel: Kehra) is een 98,9 kilometer lange Estische rivier die onder andere door de provincies Järvamaa en Harjumaa stroomt. Hij begint bij het dorp Ahula, in de provincie Järvamaa, gemeente Järva. Na een lang tracé mondt hij uit in de Baai van Ihasalu, in de provincie Harjumaa, gemeente Jõelähtme. Deze baai is onderdeel van de Finse Golf.
In dit lange tracé passeert ze de Jägalawaterval, die met 50 meter breedte en 8 hoogte de grootste natuurlijke waterval van Estland is. De Jägala tapt veel water af aan diverse kanaaltjes, die deel uitmaken van het watertoevoersysteem van Tallinn. Al deze kanaaltjes komen uit in de Piritarivier. Vervolgens takt er weer van de Pirita een kanaal af, het Vaskjala-Ülemistekanaal, die uitkomt in het Ülemistemeer, het belangrijkste drinkwaterreservoir van Tallinn.
Daarnaast zijn de Ambla, de Jänijõgi, de Mustjõgi, Aavoja en de Soodla de belangrijkste rechter zijrivieren. De linker zijrivieren zijn de Sae oja, de Kiruoja, de Pikva oja, de Anija en de Jõelähtme jõgi.
Ook heeft het stroomgebied van de Jägala een oppervlakte van 1481,3 km², een verhang van 0,84 m/km en een gemiddeld debiet van 10 m³/s. Ook ontspringt ze op een hoogte van 85 meter en mondt ze uit op een hoogte van 0 meter.

## Etymologie
De rivier is vernoemd naar het historisch belangrijke dorp Jägala, dat is gelegen aan de benedenloop. In oudere bronnen wordt ook de naam Kehra genoemd. Deze naam is afgeleid van de stad Kehra. De bovenloop van de Jägala werd ook wel gekenmerkt als Kiigumõisa of Kigumõisa. Deze naam is weer afgeleid van de buitenplaats Kiigumõisa.

## Verloop

### Bovenloop
De Jägala begint haar loop aan de rand van het dorp Ahula, in de gemeente Järva, provincie Järvamaa. De omgeving (met name in de zuidwestelijke richting) is heel moerassig en venig, alhoewel het landschap in een kleine cirkel rondom Ahula echter meer een agrarisch karakter heeft. Even verderop, in Roosna-Alliku, ontspringt ook nog de Pärnu. De beide rivieren zijn al kort na de bron verbonden door het Purdikanaal. De bron van de Jägala is gelegen in een vijver, en na het verlaten ervan stroomt de Jägala als een klein gekanaliseerd stroompje langs Ahula. Buiten Ahula stroomt het kaarsrechte riviertje verder richting het zuidwesten, en de omgeving wordt langzaam steeds bossiger.
Hier kruist ze ook nog de hoofdweg Põhimaantee 5. Deze hoofdweg wordt hier met een brug over de als beek ogende rivier geleid. De snelweg heeft ter hoogte van de brug 1 rijstrook per rijrichting, omdat het verkeer voornamelijk lokaal verkeer is. Het beekje nadert ondertussen de dichte bossen, en begint steeds groter te worden. Uiteindelijk bereikt de Jägala het bos. De rivier wordt hier vooral gevoed door grondwater uit de veengronden. Hier begint de rivier te meanderen. Het uitgebreide veen- en bosgebied dat de rivier hier doorstroomt, wordt beheerd onder de naam Kiigumõisa natuurpark.
Aangezien de rivier nog steeds veel water krijgt uit de veengebieden wordt de beek beetje bij beetje groter en stroomt hij ondertussen rustig door de bossen. Hier begint de rivier pas in noordelijke richting te stromen en zal ze de rest van haar tracé deze stroomrichting aanhouden. Daarnaast is de rivier even verderop weer gekanaliseerd om al het water uit de veengebieden af te voeren. De gekanaliseerde Jägala stroomt rustig door de bossen en komt uiteindelijk ook nog de eveneens gekanaliseerde Ambla tegemoet. De Ambla is de eerste belangrijke zijrivier van de Jägala.
Na de samenkomst van deze rivieren begint de Jägala zelf langzamerhand echter weer te meanderen. Even later takt het Sae-Paunkülakanaal van de Jägala af. Dit kanaal maakt deel uit van het watertoevoersysteem van Tallinn. Dit kanaal loost water van de Jägala op de Pirita via het Paunkülastuwmeer. Via de Pirita komt het weer met het Vaskjala-Ülemistekanaal uit in het Ülemistemeer, het belangrijkste drinkwaterreservoir van Tallinn. Kort nadat het Sae-Paunkülakanaal is afgetakt van deze rivier gaat ze over de grens van de provincies Järvamaa en Harjumaa. Eenmaal aangekomen in Harjumaa begint de middenloop van de rivier.

### Middenloop
In Harjumaa is de omgeving eveneens als in Järvamaa bossig, alhoewel er in de richting van Harjumaa steeds meer landbouwenclaves bijkomen. Alsnog blijft het een dichtbebost gebied. De rivier meandert ondertussen nog rustig door het landschap en komt uiteindelijk aan bij het dorpje Vetla. Hier komt ze het eerste stuwmeer(tje) in haar verloop tegemoet. Aan het einde van dit stuwmeer bevindt zich ook een vistrap. Voorbij Vetla en het stuwmeer zit de Jägala al in de overgang van een beek/klein riviertje naar een rivier.
Een stukje stroomafwaarts, bij Pikaveski, wordt het riviertje definitief een rivier en stroomt hij in de richting van Kehra waar de benedenloop begint. Maar eerst passeert ze nog het Kaunissaarestuwmeer, het tweede stuwmeer in het verloop van de Jägala. Dit stuwmeer is ook meteen een van de belangrijkste stuwmeren in de Jägala. Daarnaast is de rivier via het stuwmeer gekoppeld aan het Jägala-Piritakanaal, ook wel Kaunissaare-Patikakanaal genoemd. Dit kanaal maakt evenals het Sae-Paunkülakanaal deel uit van het watertoevoersysteem van Tallinn. Na het verlaten van dit stuwmeer bereikt ze Kehra, de plaats waar de Jägala ook (gedeeltelijk) naar is vernoemd, aangezien een van de namen van de rivier Kehra is. Hier begint tevens de benedenloop.

### Benedenloop
Voorbij Kehra stroomt de Jägala nog steeds rustig verder en meandert ze door het sterk afwisselende landschap. Uiteindelijk kruist de rivier de Põhimaantee 1 en wordt deze snelweg door middel van een brug over de rivier geleid. Deze snelweg heeft op dit moment 2 rijstroken per rijrichting. Na de kruising met deze snelweg bereikt de rivier het gelijknamige Jägala en passeert ze de befaamde Jägalawaterval. Deze watervallen zijn ontstaan doordat de rivier hier van het kalksteenplateau de Baltische glint afstroomt. Hierdoor is een 8 meter hoge en 50 meter brede waterval ontstaan, en daarmee is het de grootste natuurlijke waterval van Estland.
Er zijn ook meerdere rivieren in de omgeving die van de Baltische glint afstromen. Een voorbeeld hiervan is de Jõelähtmerivier, een zijrivier van de Jägala die zich ongeveer op 330 meter afstand van de Jägalawaterval samenvoegt met de Jägala. In de Jõelähtmerivier bevinden zich de Jõelähtmewatervallen. De monding van de rivier is vanaf de Jägalawaterval heel dichtbij, aangezien de rivier nog 4 kilometer heeft te gaan voordat ze in de Finse Golf uitmondt. Eerst passeert ze nog de Energiecentrale Linnamäe. Achter de energiecentrale bevindt zich ook nog het laatste stuwmeer in haar loop. Heel kort daarna mondt ze bij Jõesuu uit in de Finse Golf.